# 2023年の文学
2023年の文学（2023ねんのぶんがく）では、2023年の世界の文学に関する出来事について記述する。
2022年の文学 - 2023年の文学 - 2024年の文学

## 受賞
全世界、全言語
全世界、あらゆる言語で書かれた作品の中から選ばれる文学賞
- ノーベル文学賞 - ノルウェーの劇作家・散文詩人 ヨン・フォッセ[1]。受賞理由は「彼の革新的な戯曲と散文は、言葉に出せないものに声を与える」[2]

ヨーロッパ
- ヨーロッパ図書賞 - オーストリアのRobert Menasseの『拡大』（原題 : Die Erweiterung）
- 欧州連合文学賞 - クロアチアのMartina VidaićのStjenice

英語圏
- ブッカー賞 - アイルランドの作家ポール・リンチ（Paul Lynch）[注釈 1]の『預言者の歌』（原題 : Prophet Song）が受賞。

フランス語圏
- ゴンクール賞 -  ジャン・バティスト・アンドレア（Jean-Baptiste Andrea）のVeiller sur elle（彼女を見つめて）。（フランス語版記事、英語版記事）

スペイン語圏
- セルバンテス賞 - ルイス・マテオ・ディエス (Luis Mateo Díez)

台湾
- 台湾文学賞 金典賞（臺灣文學獎 金典獎） - 陳列（中国語版）の『殘骸書』[3]

日本国内
- 第168回（2022年下半期）芥川賞・直木賞（1月19日）
  - 芥川賞 - 井戸川射子『この世の喜びよ』（群像7月号）、佐藤厚志『荒地の家族』（新潮12月号）
  - 直木賞 - 小川哲 『地図と拳』（集英社）、千早茜『しろがねの葉』（新潮社）[4]。
- 第169回（2023年上半期）芥川賞・直木賞（7月19日）
  - 芥川賞 - 市川沙央『ハンチバック』（文学界5月号）
  - 直木賞 - 垣根涼介『極楽征夷大将軍』（文芸春秋）、永井紗耶子『木挽町（こびきちょう）のあだ討ち』（新潮社）[5]。
- 第20回本屋大賞（4月12日） - 凪良ゆう『汝、星のごとく』（講談社）[6]

児童文学賞
- 英語圏
  - 2023年ニューベリー賞 - Freewaterの著者 Amina Luqman-Dawson [7]
- ドイツ語圏
  - ドイツ児童文学賞
    - 絵本：Benjamin Gottwald　Spinne spielt Klavier. Geräusche zum Mitmachen
    - 児童書：Tanja Esch　Boris, Babette und lauter Skelette
    - ヤングアダルト：Chantal-Fleur Sandjon　Die Sonne, so strahlend und Schwarz
    - ノンフィクション：Kathrin Köller、イルメラ・シャウツ　Queergestreift. Alles über LGBTIQA+
    - 青少年審査委員賞：リズ・ケスラー　Als die Welt uns gehörte
    - 特別賞：Alois Prinz
    - 新人特別賞：Annika Büsing[8]

## 死去
- 1月4日 - フェイ・ウェルドン：作家（* 1931年）
- 1月9日 - チャールズ・シミック：詩人、1990年にピューリッツァー賞 詩部門受賞（* 1938年）
- 1月27日 - 永井路子：歴史小説家、1964年に直木三十五賞受賞（* 1925年）
- 3月3日 - 大江健三郎：小説家、1994年にノーベル文学賞受賞（* 1935年）
- 3月11日 - ジョン・ジェイクス：SF作家（* 1932年）
- 3月12日 - ドラゴスラヴ・ミハイロヴィッチ：作家（* 1930年）
- 3月17日 - ホルヘ・エドワーズ：作家（* 1931年）
- 3月26日 - マリア・コダマ：作家（* 1937年）
- 4月10日 - アン・ペリー：小説家（* 1938年）
- 5月4日 - 原尞：推理作家、1989年に直木三十五賞受賞（* 1946年）
- 5月5日 - フィリップ・ソレルス：小説家（* 1936年）
- 5月19日 - マーティン・エイミス：小説家（* 1949年）
- 5月31日 - アマ・アタ・アイドゥ：詩人、小説家（* 1942年）
- 6月9日 - 平岩弓枝：小説家、1959年に直木三十五賞受賞（* 1932年）
- 6月13日 - コーマック・マッカーシー：小説家、2007年にピューリッツァー賞 フィクション部門受賞（* 1933年）
- 7月1日 - ビクトリア・アメリーナ（英語版）：小説家（* 1986年）
- 7月11日 - ミラン・クンデラ：作家（* 1929年）
- 7月24日 - 森村誠一：小説家、作家（* 1933年）
- 7月28日 - マルティン・ヴァルザー：小説家、劇作家（* 1927年）
- 10月13日 - ルイーズ・グリュック：詩人、2020年にノーベル文学賞受賞（* 1943年）
- 11月16日 - A・S・バイアット：小説家、1990年にブッカー賞受賞（* 1936年）
- 11月18日 - 三木卓：小説家、詩人、1973年に芥川龍之介賞受賞（* 1935年）
- 11月24日 - 伊集院静：作家、1992年に直木三十五賞受賞（* 1950年）
- 12月5日 - 西木正明：小説家、1988年に直木三十五賞受賞（* 1940年）